# Amphoe Si Bun Rueang
Si Bun Rueang (ศรีบุญเรือง) est un district (amphoe) situé dans la province de Nong Bua Lam Phu, dans le nord-est de la Thaïlande.
Le district est divisé en 12 tambon et 153 muban. Il comprenait près de 108 000 habitants en 2005.